# Hermann Abendroth (Kabarettist)
Hermann Friedrich Wilhelm Abendroth (* 9. Oktober 1882 in Berlin; † 5. Februar 1951 in Bevensen) war ein deutscher Kabarettist, Entertainer und Komponist der Weimarer Zeit.

## Leben und Werk
Hermann Abendroth absolvierte zunächst eine Ausbildung als Elektroingenieur. Er wirkte während der Weimarer Zeit in Hamburg als Kabarettsänger und Entertainer. Er trug Couplets und Schlager nach eigenen Texten vor und komponierte Tänze und Märsche. Werke von Hermann Abendroth waren beispielsweise die Marien- und die Rosenfestpolka.
1926 erschien sein Buch: Das heitere Vortragsbuch: eine Sammlung der neuesten und erfolgreichsten Zeit- und Lachschlager (Verlag G. Danner, Mühlhausen in Thüringen).
Aktuelle Kabarettisten wie beispielsweise Robert Kreis bieten Abendroth-Stücke aus den 1920er Jahren wie „Immer im Kreis“ in ihren aktuellen Programmen.